# یواس‌اس اوهر (دی‌دی-۸۸۹)
یواس‌اس اوهر (دی‌دی-۸۸۹) (به انگلیسی: USS O'Hare (DD-889)) یک کشتی بود که طول آن ۳۹۰ فوت ۶ اینچ (۱۱۹٫۰۲ متر) بود. این کشتی در سال ۱۹۴۵ ساخته شد.